# 東山村 (徳島県)
東山村（ひがしやまそん）は、徳島県麻植郡にあった村。現在の吉野川市美郷の東部、川田川の支流・東山谷川の流域および鴨島町樋山地にあたる。

## 地理
- 河川：東山谷川

## 歴史
- 1889年（明治22年）10月1日 - 町村制の施行により、近世以来の東山が単独で自治体を形成。
- 1955年（昭和30年）1月1日 - 分割し、字樋山地が鴨島町に編入。残部が中枝村の一部（中村山のうち字二戸・木中・今丸・南二戸・東野々脇・西野々脇を除く）・三山村の一部（字小竹・品野・中筋・高尾野・川俣・刷石・毛無・土井奥・峠・湯殿）と合併して美郷村が発足。同日東山村廃止。

## 出身人物
- 後藤田正晴（官僚、衆議院議員）
- 善川三朗（宗教家、幸福の科学名誉顧問、本名・中川忠義） - 樋山地生まれ。
- 中川静子（作家） - 善川三朗の姉。